# China Communications Standards Association
 (avril 2020).
Si vous disposez d'ouvrages ou d'articles de référence ou si vous connaissez des sites web de qualité traitant du thème abordé ici, merci de compléter l'article en donnant les références utiles à sa vérifiabilité et en les liant à la section « Notes et références ».
La China Communications Standards Association (CCSA) est une organisation chinoise de normalisation professionnelle chargée d'élaborer des normes de technologie des communications. L'organisation a été fondée le 18 décembre 2002 par le ministère chinois de l'Industrie de l'information.
Le CCSA participe à l'élaboration de normes à l'échelle internationale. En 2004, il est devenu partenaire organisationnel du 3rd Generation Partnership Project (3GPP); il est un partenaire organisationnel de l'organisme de normalisation rival de 3GPP, le projet de partenariat de troisième génération 2 (3GPP2); en 2011, il a signé un accord de collaboration avec l'IEEE; et il est reconnu et participe aux activités de normalisation de l'Union internationale des télécommunications.